# Juraj II. Druget
Jiří II. Druget(h) (slovensky Juraj, maďarsky Drugeth II. György) byl uherský šlechtic z humenské větve rodu Drugetů.

## Život
V roce 1593 košický kapitán Kryštof Tieffenbach, posílen východoslovenskou šlechtou a sedmihradským magnátem Zikmundem Rákoczim, chtěl napadnout Turky u Fiľakova. Turecká posádka ve fiľakovském hradě kapitulovala 27. listopadu 1593 s podmínkou svobodného odjezdu. Dobytí Fiľakova bylo prvním výraznějším úspěchem císařské strany v této válce. Po těchto úspěších uvažovali císařští velitelé i o dalších akcích. Tieffenbach se rozhodl zaútočit na Hatvan, ale akce se neuskutečnila, protože se dozvěděl o shromažďování početného tureckého vojska u Sečan. 
Tieffenbach poslal proti němu jízdu pod vedením Štěpána Báthoryho a Jiřího II. Drugeta z Humenného. Tyto oddíly se utkaly začátkem prosince 1593 s tureckým předvojem a rozprášily ho. Záchranná akce Turků na pomoc Fiľakovu tím ztroskotala a Turci rozpustili tábor na Iplu.